# Test provincial de compétences linguistiques
Le test provincial de compétences linguistiques (TPCL) est une des épreuves nécessaires pour compléter le diplôme d'éducation secondaire de l'Ontario. C'est un test standardisé qui de façon annuelle, le dernier jeudi de mars, qui s'adresse aux étudiants en 10e année. Cependant, s'ils échouent ils peuvent le repasser l'année suivante. Le test peut être écrit soit en français, soit en anglais, les deux langues officielles du Canada.